# Wojna z Tsilhqot’in
Wojna z Tsilhqot’in – niewielki konflikt plemienia Chilcotin (Tsilhqot’in) z białymi na terenie Kolumbii Brytyjskiej w roku 1864. Przyczyną wybuchu starć była budowa nowego szlaku w kierunku terenów złotonośnych na północy prowincji.

## Plany budowy
W kwietniu 1858 roku 30 000 wiedzionych gorączką złota poszukiwaczy z Kalifornii obrało kurs w kierunku Victorii. Rok później gorączka złota wybuchła w rejonie Cariboo, gdzie odnaleziono pokłady tego kruszcu.
Dnia 24 października 1861 r. grupa przedsiębiorców: Alfred Waddington, Roderick Finlayson i William F. Tolmie z Kompanii Zatoki Hudsona zleciła Roertowi Homfrayowi i kilku jego towarzyszom wytyczenie trasy biegnącej z Bute Inlet do Fortu Alexandria. Z uwagi na trudności terenowe i aprowizacyjne przedsięwzięcie spaliło na panewce a cała grupa w po dotarciu do Kanionu rzeki Homathko zdecydowała się zawrócić. W dniu 20 grudnia siedmiu całkowicie wyczerpanych i wygłodzonych ludzi powróciło do Bute Inlet.
- Cariboo Road

Pomimo niepowodzenia Alfred Waddington nie zrezygnował ze swoich planów, obiecując władzom nowy szlak, a co za tym idzie skrócenie transportu lądowego z 359 do 185 mil, co miało zająć nie 37, jak uprzednio, a 22 dni podróży. Trasa wytyczona przez Waddingtona biegła przez dolinę Homalco w kierunku Chilcotin-Plateau. Stąd szlak prowadził wzdłuż Puntzi Lake aż do ujścia rzeki Quesnel.

## Budowa trasy
W pierwszej połowie 1862 r. w rejon Bute Inlet przybyło wielu białych robotników. Oprócz nich przybyli osadnicy Alex McDonald oraz William Manning, którzy zajęli należącą do Chilcotinów ziemię w rejonie Puntzi Lake. 16 maja 1862 r. do obozu Waddingotna wyruszyła grupa białych oraz trzech Indian z Victorii, których zadaniem było wybadanie terenu pod przyszłą trasę do Fortu Alexandria. Pomimo ogromnych trudności (ciężką podróż omal nie przypłacili życiem) dotarli oni w dniu 23 maja do obozu Waddingtona. Jeszcze tego samego miesiąca pojawiło się 20 poszukiwaczy złota, wśród nich Francis Poole. Część z nich zbadała rejon Bella Coola oraz ziemie w pobliżu Chilcotin Lake.
Dnia 14 kwietnia 1863 r. do Bute Inlet przybył transport z 91 robotnikami i 19 mułami. Waddington zwerbował sposród Chilcotinów indiańskich pomocników, wśród nich wodza Telloota. Do listopada wybudowano 23 mile trasy w tym 66 mostów. Z początkiem zimy Waddinton i 70 ludzi wróciło do domów. Na miejscu pozostawiono magazyny z mąką, strzeżone przez Indian.
Prace wznowiono w dniu 22 marca 1864. Trzy tygodnie później zwerbowano kolejnych 16 Indian, którzy zajęli się budową magazynu w rejonie Homathko-Canyon.

## Napady Indian
Dnia 29 kwietnia 1864 r. doszło do incydentu z Indianami pod wodzą młodego wodza Klatsassina. W trakcie sporu zastrzelony został jeden z przewoźników Timothy Smith a jego zwłoki wrzucono do rzeki. Splądrowano też jeden z magazynów. Po tym incydencie Klatsassin i jego wojownicy umalowali twarze w barwy wojenne i tańcząc oraz śpiewając wkroczyli na ścieżkę wojenną. Następnego dnia Indianie splądrowali kolejny magazyn, zabijając kilku białych. Wkrótce ich ofiarą padł William Brewster i trzech innych robotników. Później listę ofiar uzupełnił jeszcze osadnik William Manning spod Puntzi Lake i kolejnych 3 białych spod Anahin Lake. Łącznie 19 ofiar - wszyscy związani z przedsięwzięciem Waddingtona.

## Reakcja białych
Pierwsze wiadomości o masakrze dotarły do Bute Inlet w dniu 3 maja, kiedy to trzem rannym po napadzie Indian białym, udało się dotrzeć do osady. 13 maja o sytuacji powiadomiony został gubernator prowincji Frederick Seymour. Dzień później wysłał on oddział składający się z 28 ludzi pod wodzą Chartresa Brewa do Bute Inlet, grupie towarzyszył Alfred Waddington i ocalały z pogromu Edward Mosely.
- Frederick Seymour

W międzyczasie kolejna grupa białych została napadnięta przez Indian. Zginęło kilku białych, wśród nich Alex McDonald i miejscowi poszukiwacze złota, a także jeden z napastników. Dnia 20 maja Brew na czele swojego oddziału dotarł do obozu robotników, gdzie mógł już tylko pochować ciała zabitych.
W czerwcu gubernator Seymour na czele 38 ludzi i 30 wojowników z Bella Coola wyruszył przeciwko Chilcotinom. W trakcie marszu z oddziału zdezerterowało 20 Indian a jeden biały zginął w wyniku nieszczęśliwego wypadku. Po dotarciu na tereny Chilcotinów gubernator zaproponował rokowania pokojowe z wodzami plemienia. Dnia 22 lipca do obozu gubernatora przybyli wodzowie Klatsassin, Telloot i sześciu wojowników. Wszyscy zostali natychmiast aresztowani. W tej sytuacji pozostali członkowie plemienia oskarżając białych o zdradę opuścili rejon kierując się w rejon Fortu Alexandria.

## Proces i egzekucja
Dnia 29 września pięciu członków plemienia Chilcotin: Telloot, Klatsassin, Tah-pitt, Piele i Chessus zostało oskarżonych o mordy na białych. Wyrok wydał sędzia Matthew Baillie Begbie mający sławę surowego i bezkompromisowego. Indianie bronili się, twierdząc że byli w stanie wojny, nie zmieniło to jednak wydanego wyroku i w dniu 26 października 1864 r. zostali powieszeni publicznie. Egzekucji przyglądało się 250 osób.
- Matthew Baillie Begbie

Śmierć wojowników nie zakończyła działań wojennych. W odpowiedzi na prośby osadników, obawiających się kolejnych ataków indiańskich w rejonie Williams Lake, gubernator wysłał niewielki oddział żołnierzy do ochrony. Jeszcze w dniu 16 lutego 1865 r. dochodziły wiadomości o niepokojach w rejonie Quesnel River, gdzie mieszkańcy w obawie przed atakami organizowali oddziały lokalnej samoobrony. W czerwcu 1865 w New Westminster skazano i stracono dwóch wojowników Chilcotin: Ahana i Lutasa. Proces trwał zaledwie 3 godziny. Dopiero w roku 1993 doszło do rehabilitacji Chilcotinów ze strony władz stanowych. Sędzia Anthony Sarich wydał dokument o związkach systemu prawnego w prowincji a Indianami. Wyrażono ubolewanie za egzekucję wodzów i nie uznanie ich za przeciwników wojennych. Po ekshumacji, szczątki zabitych pochowano w zbiorowym grobie.